# Dites cheese
 (septembre 2024).
La mise en forme du texte ne suit pas les recommandations de Wikipédia : il faut le « wikifier ».
Les points d'amélioration suivants sont les cas les plus fréquents. Le détail des points à revoir est peut-être précisé sur la page de discussion.
- Les titres sont pré-formatés par le logiciel. Ils ne sont ni en capitales, ni en gras.
- Le texte ne doit pas être écrit en capitales (les noms de famille non plus), ni en gras, ni en italique, ni en « petit »…
- Le gras n'est utilisé que pour surligner le titre de l'article dans l'introduction, une seule fois.
- L'italique est rarement utilisé : mots en langue étrangère, titres d'œuvres, noms de bateaux, etc.
- Les citations ne sont pas en italique mais en corps de texte normal. Elles sont entourées par des guillemets français : « et ».
- Les listes à puces sont à éviter, des paragraphes rédigés étant largement préférés. Les tableaux sont à réserver à la présentation de données structurées (résultats, etc.).
- Les appels de note de bas de page (petits chiffres en exposant, introduits par l'outil «  Source ») sont à placer entre la fin de phrase et le point final[comme ça].
- Les liens internes (vers d'autres articles de Wikipédia) sont à choisir avec parcimonie. Créez des liens vers des articles approfondissant le sujet. Les termes génériques sans rapport avec le sujet sont à éviter, ainsi que les répétitions de liens vers un même terme.
- Les liens externes sont à placer uniquement dans une section « Liens externes », à la fin de l'article. Ces liens sont à choisir avec parcimonie suivant les règles définies. Si un lien sert de source à l'article, son insertion dans le texte est à faire par les notes de bas de page.
- La présentation des références doit suivre les conventions bibliographiques. Il est recommandé d'utiliser les modèles {{Ouvrage}}, {{Chapitre}}, {{Article}}, {{Lien web}} et/ou {{Bibliographie}}. Le mode d'édition visuel peut mettre en forme automatiquement les références.
- Insérer une infobox (cadre d'informations à droite) n'est pas obligatoire pour parachever la mise en page.

Pour une aide détaillée, merci de consulter Aide:Wikification.
Si vous pensez que ces points ont été résolus, vous pouvez retirer ce bandeau et améliorer la mise en forme d'un autre article.
« Dites cheese » (de l'anglais cheese « fromage ») est une instruction utilisée par les photographes qui souhaitent que leur ou leurs sujets sourient avec les lèvres écartées et les dents apparentes.

## Histoire
Les photographes du XIXe et du début du XXe siècle demandaient à leurs sujets de dire «prune» lorsqu'ils posaient pour l'appareil. Cela avait pour but de faire paraître la bouche plus petite qu'elle ne l'était - un signe de beauté à l'époque - et reflétait également l'étiquette de l'époque, à savoir la discrétion et la réserve.
Au 20e siècle, le sourire est devenu monnaie courante lors de la prise de vue, car la disponibilité des appareils photo a rendu la photographie plus courante. On a observé que le fait de prononcer des mots particuliers aidait les sujets à avoir un sourire particulier, l'utilisation du mot «cheese» a été enregistrée en 1943. Ainsi, les photographes utilisaient l'expression «Say cheese» pour encourager les sujets à prononcer le mot pendant que le photographe prenait la photo.

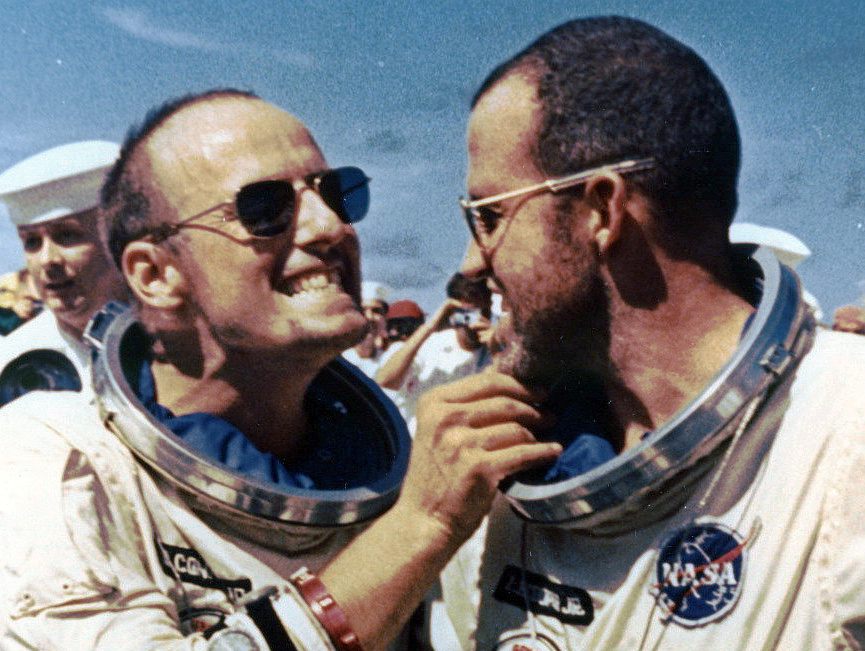
Les astronautes américains Pete Conrad et Gordon Cooper après leur retour sain et sauf sur Terre après la mission spatiale Gemini 5 en 1965. Le pilote Conrad demande en plaisantant à son commandant Cooper de dire Cheese aux photographes.

## Dans différentes langues et cultures
D'autres langues ont adopté cette méthode, bien qu'avec des mots différents, pour obtenir l'effet désiré de façonner la bouche pour former un sourire.
- Argentine: «whiskey» («whiskey», avec le son i à la fin)
- Bulgarie: «Zele» («Chou»)
- Brésil: «Digam 'X'»(«Say 'X'») (le nom de la lettre «X» en portugais (/ʃis/) ressemble beaucoup au mot anglais «cheese»)
- Chine: 茄子 (Qiézi), signifiant «aubergine». La prononciation de ce mot est très similaire au mot anglais «cheese». A Hong Kong, l'expression est «一,二,三» («yat yi saam») signifiant «1, 2, 3»[3].
- Colombie: «whiskey» («whiskey», avec le son i à la fin)
- Croatie: «ptičica» («petit oiseau»)
- République Tchèque: «sýr» («fromage»)
- Danemark: «Sig 'appelsin'» («Dites 'orange'»)
- Estonie: «Hernesupp» («soupe de pois»)
- Finlande: «Muikku», espèce de poisson appelé Corégone blanc en français.
- France et Francophonie: «ouistiti»
- Allemagne: des mots liés à l'alimentation comme «Spaghetti», «Käsekuchen» (cheesecake), ou «Wurst» (saucisse) sont utilisés pour faire rire les enfants photographiés.
- Hongrie: «Itt repül a kis madár» («voilà le petit oiseau qui vole»). «Cheese» est également utilisé, principalement par les jeunes.
- Indie: «paneer» (Hindi: पनीर), ou aussi hari.
- Italie: «dì cheese» («Dites 'cheese'»)
- Israel: «תגידו צ'יז»(tagidu tshiz), signifiant «Dites 'cheese'».
- Japon: «Sei, No...» («Prêts, partez...»). チーズ (chīzu), signifiant «fromage», est également utilisé.
- Corée: «kimchi»[4]
- La plupart des pays d'Amérique latine: di/diga/digan «Whiskey» (Dites «whiskey»)
- Maroc: «Khbiz»(«pain»)
- Pays-Bas: «Lach eens naar het vogeltje» («Souris au petit oiseau»). Le mot anglais «cheese» est souvent utilisé également.
- Portugal: «Olha o passarinho» («Regarde le petit oiseau»)
- Serbie: «птичица» («petit oiseau»), prononcé pteecheetsa
- Espagne: «di/diga/decid patata» («Dites 'pomme de terre'»). Ou, «mirar al pajarito»[5] («regarder le petit oiseau»), pour faire regarder l'objectif. Dans d'autres régions comme la Catalogne ou La Communauté valencienne: «Lluís» («Lewis»).
- Suède: «Säg 'omelett'» («Dites 'omelette'»)